# Episodi de I Griffin (quindicesima stagione)
La quindicesima stagione della serie televisiva I Griffin, composta da 20 episodi, è stata trasmessa negli Stati Uniti dal 25 settembre 2016 al 21 maggio 2017 dell'emittente Fox.
In Italia 15 dei 20 episodi sono stati trasmessi dal 3 al 21 luglio 2017 su Italia 1. I 5 episodi inediti sono stati recuperati dal 4 al 25 ottobre 2017, saltando l'episodio 9 trasmesso il 22 dicembre 2017 nello speciale di Natale.
| nº | Codice di produzione | Titolo originale                             | Titolo italiano                   | Prima TV USA      | Prima TV Italia  |
| -- | -------------------- | -------------------------------------------- | --------------------------------- | ----------------- | ---------------- |
| 1  | EACX01               | The Boys in the Band                         | I ragazzi della band              | 25 settembre 2016 | 3 luglio 2017    |
| 2  | DACX10               | Bookie of the Year                           | Allibratore dell'anno             | 2 ottobre 2016    | 4 luglio 2017    |
| 3  | DACX19               | American Gigg-olo                            | American gigolò                   | 16 ottobre 2016   | 4 ottobre 2017   |
| 4  | DACX20               | Inside Family Guy                            | Dietro le quinte - I Griffin      | 23 ottobre 2016   | 5 luglio 2017    |
| 5  | EACX02               | Chris Has Got a Date, Date, Date, Date, Date | Chris ha un appuntamento galante  | 6 novembre 2016   | 6 luglio 2017    |
| 6  | EACX03               | Hot Shots                                    | Fenomeni                          | 13 novembre 2016  | 7 luglio 2017    |
| 7  | EACX04               | High School English                          | Lezioni di letteratura            | 20 novembre 2016  | 11 ottobre 2017  |
| 8  | EACX05               | Carter and Tricia                            | Carter e Tricia                   | 4 dicembre 2016   | 10 luglio 2017   |
| 9  | EACX06               | How the Griffin Stole Christmas              | Come i Griffin rubarono il Natale | 11 dicembre 2016  | 22 dicembre 2017 |
| 10 | EACX07               | Passenger Fatty-Seven                        | Cicciottelli ad alta quota        | 8 gennaio 2017    | 11 luglio 2017   |
| 11 | EACX08               | Gronkowsbees                                 | Api e steroidi                    | 15 gennaio 2017   | 12 luglio 2017   |
| 12 | EACX09               | Peter's Def Jam                              | Peter diventa sordo               | 12 febbraio 2017  | 13 luglio 2017   |
| 13 | EACX10               | The Finer Strings                            | Lezioni di violino                | 19 febbraio 2017  | 14 luglio 2017   |
| 14 | EACX11               | The Dating Game                              | Gioco di coppie                   | 5 marzo 2017      | 18 ottobre 2017  |
| 15 | EACX12               | Cop and a Half-Wit                           | Un piedipiatti e mezzo... idiota  | 12 marzo 2017     | 17 luglio 2017   |
| 16 | EACX13               | Saturated Fat Guy                            | L'uomo dai grassi saturi          | 19 marzo 2017     | 18 luglio 2017   |
| 17 | EACX14               | Peter's Lost Youth                           | La giovinezza perduta di Peter    | 26 marzo 2017     | 19 luglio 2017   |
| 18 | EACX16               | The Peter Principal                          | Peter preside                     | 30 aprile 2017    | 20 luglio 2017   |
| 19 | EACX17               | Dearly Deported                              | Il caro respinto                  | 21 maggio 2017    | 21 luglio 2017   |
| 20 | EACX19               | A House Full of Peters                       | Una casa piena di Peter           | 21 maggio 2017    | 25 ottobre 2017  |

## I ragazzi della band
- Titolo originale: The Boys in the Band
- Diretto da: Joseph Lee
- Scritto da: Chris Regan

### Trama
Stewie decide di formare una band con Brian per cantare canzoni che parlano dei problemi che affliggono i bambini in tenera età. Ma la comparsa di Olivia, vecchia fiamma di Stewie, cambia tutto. Spinta dalla perfida ragazzina, Brian licenzia Stewie, per poi fare marcia indietro, lasciare la band e riconciliarsi con Stewie, mentre Olivia continua gli spettacoli al fianco di un nuovo cane, che si rivelerà essere Vinny. Nel frattempo, Chris, per cercare di sbarcare il lunario, decide di lavorare per Quagmire come segretario per tutte le donne che si porta a letto.
- Guest star: Nicole Byer (manutentore della sicurezza aeroportuale), Jenna Lamia (Signora Wong), Rachael MacFarlane (Olivia Fuller), Emily Osment, Amy Schumer, Tony Sirico (Vinny), Ursula Taherian (Richiedente del prestito).

- Ascolti USA: telespettatori 2.800.000 – rating/share 18-49 anni.[2]

## Allibratore dell'anno
- Titolo originale: Bookie of the Year
- Diretto da: Jerry Langford
- Scritto da: Daniel Peck

### Trama
Peter decide di far giocare Chris in una squadra di baseball dopo aver scoperto che quest'ultimo ha un talento innato come lanciatore. Ma la situazione comincia a degenerare quando Peter decide, assieme ai suoi amici, di sfruttare la situazione aprendo a delle scommesse in modo da guadagnare qualche soldo in più. Nel frattempo, Brian e Stewie, insieme a Frank Sinatra Jr., aprono un ristorante italiano, ma in breve tempo comincia a perdere soldi dalla cassa quando Sinatra decide di offrire il pasto gratis ai clienti. Cercando di far pagare normalmente il conto, però, i clienti rimangono insoddisfatti di tale decisione e decidono di abbandonare immediatamente il ristorante, costringendo dunque il ristorante alla chiusura immediata.
- Guest star: Kyle Chandler (Allenatore Doyle), Frank Sinatra Jr. (se stesso).
- Ascolti USA: telespettatori 3.470.000 – rating/share 18-49 anni.[3]

## American gigolò
- Titolo originale: American Gigg-olo
- Diretto da: Mike Kim
- Scritto da: Chris Sheridan

### Trama
A causa dei continui scioperi dei piloti della compagnia aerea in cui lavora Quagmire, quest'ultimo è costretto a cercare un nuovo lavoro. Comincia dunque a lavorare come gigolò, ma le sue clienti si rifiutano di pagarlo. Peter decide di entrare nel gioco dandogli una mano, diventando così soci. Nel frattempo Brian ottiene un lavoro come commesso in un negozio di ferramenta, dopo che Peter lo ha escluso dalla sua assicurazione sanitaria.
- Ascolti USA: telespettatori 3.680.000 – rating/share 18-49 anni.[4]

## Dietro le quinte - I Griffin
- Titolo originale: Inside Family Guy
- Diretto da: Joe Vaux
- Scritto da: Andrew Goldberg

### Trama
In questo episodio, James Woods presenta un episodio speciale dedicato al "dietro le quinte" de I Griffin, in cui si vede Peter che viene licenziato e decide di lanciare una propria serie televisiva.
- Ascolti USA: telespettatori 2.490.000 – rating/share 18-49 anni.[5]

## Chris ha un appuntamento galante
- Titolo originale: Chris Has Got a Date, Date, Date, Date, Date
- Diretto da: Brian Iles
- Scritto da: Artie Johann

### Trama
Chris non ha una ragazza per il ballo della scuola, così Stewie per aiutarlo gli suggerisce di chiedere alla popolare pop star Taylor Swift di accompagnarlo. La ragazza accetta e tra i due sembra nascere una storia d'amore. In realtà lei usava Chris come oggetto dei suoi testi trasformando la loro relazione amorosa in un disastro sentimentale. Chris inizialmente arrabbiato capirà che Taylor lo faceva solo per i suoi fans, appassionati dei suoi testi drammatici. Quindi Chris perdonerà il comportamento di Taylor e i due si lasceranno bonariamente.
- Ascolti USA: telespettatori 2.600.000 – rating/share 18-49 anni.[6]

## Fenomeni
- Titolo originale: Hot Shots
- Diretto da: John Holmquist
- Scritto da: David A. Goodman

### Trama
Navigando sui forum in rete, Peter e Lois si convincono che vaccinare i propri figli è sbagliato, poiché porta a gravi conseguenze fisiche e a causa di ciò, decidono di non vaccinare Stewie. Nonostante Brian cerchi di convincere i due del contrario e che non vaccinando Stewie egli potrebbe contrarre delle malattie, Peter e Lois portano avanti una crociata anti-vaccinazione. Un giorno però, portando Stewie a scuola si accorgono del grave errore, poiché tutti i bambini si sono ammalati e l'epidemia inizia a girare per tutta la città. Stewie, impaurito dalla situazione, cerca di fuggire evitando i posti di blocco imposti dalla polizia fuori città. La situazione si aggrava quando 
Stewie sta per cadere nel vuoto ma riesce a salvarsi grazie a Sean Penn, il quale per sostenere l'uso dei vaccini compie questo gesto eroico.
- Ascolti USA: telespettatori 3.580.000 – rating/share 18-49 anni.[7]

## Lezioni di letteratura
- Titolo originale: High School English
- Diretto da: Steve Robertson
- Scritto da: Ted Jessup

### Trama
Mentre Peter irrompe in una proprietà privata racconta tre classici della letteratura americana ai telespettatori: Il grande Gatsby, Le avventure di Huckleberry Finn e Uomini e topi.
- Ascolti USA: telespettatori 2.740.000 – rating/share 18-49 anni.[8]

## Carter e Tricia
- Titolo originale: Carter and Tricia
- Diretto da: Mike Kim
- Scritto da: Patrick Meighan

### Trama
Carter diventa il presidente della Pawtucket Patriot, la società dove lavora Peter e decide di inserire nelle lattine delle sostanze tossiche. Peter, origliando la sua conversazione con i dirigenti, decide di informare Tricia Takanawa delle intenzioni di Carter. Quando però la giornalista si presenta nello studio di Carter, lui la seduce e iniziano una storia d'amore, tant'è che Carter lascia la moglie, Barbara. Si scopre però che in realtà Tricia aveva solo mentito di essere innamorata di Carter, per raggirarlo e far confessare lo scoop. Peter e Carter cercano quindi di vendicarsi, ma vedendo la problematica situazione di Tricia con la madre ci ripensano. Nel frattempo, a Brian viene ritirata la patente e Stewie decide di aiutarlo con un corso di guida.
- Ascolti USA: telespettatori 3.450.000 – rating/share 18-49 anni.[9]

## Come i Griffin rubarono il Natale
- Titolo originale: How the Griffin Stole Christmas
- Diretto da: Julius Wu
- Scritto da: Aaron Lee

### Trama
Durante un giorno nevoso i Griffin decidono di andare a sciare, ma Peter usa come slitta un tavolo antico della famiglia di Lois, il quale si rompe inevitabilmente. Per rimediare Peter, Lois e Chris vanno al centro commerciale, dove a Peter viene offerto un lavoro come Babbo Natale, egli accetta e scoprirà tutti i vantaggi nell'essere Santa Claus. A causa di ciò il vero Babbo Natale interviene, dicendo a Peter che deve smetterla di usare la sua immagine per avere tutto ciò che vuole, ma lui rifiuta di ascoltarlo e inizia una guerra con il vero Babbo Natale che lo porterà a ripensarci e fare pace con quest'ultimo. Nel frattempo, Brian si imbuca a parecchie feste aziendali nel tentativo di rimorchiare. Stewie, curioso di vedere come si comporta, lo seguirà in una di queste feste e addirittura riuscirà ad ottenere un posto di lavoro.
- Ascolti USA: telespettatori 3.050.000 – rating/share 18-49 anni.[10]

## Cicciottelli ad alta quota
- Titolo originale: Passenger Fatty-Seven
- Diretto da: Greg Colton
- Scritto da: Alex Carter

### Trama
Quagmire fa sapere ai ragazzi che ha la possibilità di regalare dei biglietti gratis ad amici e parenti, perciò i quattro si mettono in viaggio per San Francisco. Durante il viaggio di ritorno l'aereo viene dirottato da dei terroristi russi intenzionati a farlo schiantare a Las Vegas e i ragazzi cercano di risolvere la situazione. Sarà alla fine Quagmire, deriso dai suoi amici perché secondo loro svolge un lavoro troppo facile, a far atterrare l'aereo senza danni, salvando tutti i passeggeri.
- Ascolti USA: telespettatori 4.000.000 – rating/share 18-49 anni.[11]

## Api e steroidi
- Titolo originale: Gronkowsbees
- Diretto da: Jerry Langford
- Scritto da: Cherry Chevapravatdumrong

### Trama
Stewie rivela a Brian di essere un apicoltore e i due mettono su una vendita di miele. Vedendo che gli affari vanno alla grande decidono di aumentare la produzione di miele dopando con gli steroidi le api, ma a causa di ciò diventeranno più pericolose e cercano di liberarsene. Nel frattempo, Peter decide di comprare un drone e insieme a Cleveland, Joe e Quagmire iniziano a giocarci. Il drone però finisce su un tetto di una casa vicina ma non possono chiedere aiuto poiché scoprono che il proprietario è morto. Come nuovo proprietario arriva Rob Gronkowski insieme alla sua famiglia, i quali renderanno la vita difficile ai Griffin, a causa del loro comportamento scorretto e bizzarro. Alla fine riusciranno a liberarsi dei Gronkowski grazie alle api dopate di Stewie e Brian.
- Ascolti USA: telespettatori 3.550.000 – rating/share 18-49 anni.[12]

## Peter diventa sordo
- Titolo originale: Peter's Def Jam
- Diretto da: Joe Vaux
- Scritto da: Anthony Blasucci

### Trama
Per diversificare le loro serate, i ragazzi decidono di condurre una serie di podcast demenziali. Durante uno di questi podcast, un gestore di una discoteca crede che Peter, Joe, Cleveland e Quagmire siano un gruppo di DJ, perciò li assume. Inizialmente sono un gruppo, ma quando il gestore della discoteca invita soltanto Peter a un celebre festival di musica elettronica egli rinuncia ai suoi amici, mandandoli su tutte le furie. A causa del suo lavoro però, Peter diventa sordo e cerca aiuto nei suoi tre amici. Essi inizialmente rifiutano, ma poi decidono di accompagnarlo al festival, il quale viene rovinato da una traccia inserita per sbaglio da Peter. Le cose tornano alla normalità quando Peter, che ha riacquistato l'udito, ha scoperto che non era stata la musica ad alto volume a farlo diventare sordo, ma l'uso eccessivo di oppiacidi. Nel frattempo, a Lois viene l'allergia e crede che sia colpa di Brian. Per precauzione, il cane dormirà in camera di Stewie, ma la convivenza è tutt'altro che tranquilla. I due litigano sempre fino a quando Lois informa Brian che non era lui la causa della sua allergia, ma il fieno che Peter aveva messo dentro i cuscini. Nonostante gli screzi continui, Stewie e Brian faranno pace, da buoni amici quali sono.
- Ascolti USA: telespettatori 1.860.000 – rating/share 18-49 anni.[13]

## Lezioni di violino
- Titolo originale: The Finer Strings
- Diretto da: Joseph Lee
- Scritto da: Shawn Ries

### Trama
Durante uno spettacolo alla scuola di Meg, Peter sente il suono del violino e se ne innamora, decide così di iniziare a esercitarsi nel suonarlo. In seguito convince anche Cleveland, Joe e Quagmire a unirsi a lui, formando un quartetto d'archi. I quattro promettono di esercitarsi duramente, ma Peter non mantiene il patto e i suoi amici lo costringono a fare pratica più duramente. Sentendosi in colpa per aver trattato male Peter, Cleveland, Joe e Quagmire lo riammettono nel gruppo e insieme vanno a suonare a un matrimonio. Con grande sorpresa Peter è diventato bravissimo, ma il troppo impegno ha cambiato il suo amore per il violino, così decide di distruggerlo e di fare baldoria al matrimonio con gli amici. Intanto Carter ha problemi alla vista, così Lois chiede a Brian di fargli da cane guida. Inizialmente non è molto contento, ma quando scopre i vantaggi di una vita ricca Brian cambia idea. Purtroppo per lui, quando Carter riacquista la vista lo congeda. Brian decide quindi di farlo tornare cieco con l'aiuto di Stewie. Grazie a uno strano liquido ci riescono, ma subito dopo, Brian si rende conto dell'errore che ha fatto, accecato dalla lussuria e dall'invidia.
- Ascolti USA: telespettatori 2.260.000 – rating/share 18-49 anni.[13]

## Gioco di coppie
- Titolo originale: The Dating Game
- Diretto da: Brian Iles
- Scritto da: Tom Devanney

### Trama
I ragazzi scoprono che un ristorante stile castello medievale della città è stato messo all'asta. Purtroppo non superano l'offerta del sindaco  Adam West e devono rinunciare, ma Peter decide di appropriarsene con la forza. I quattro finiscono per distruggere l'edificio ma vengono perdonati da Adam West e i suoi amici. Durante una serata al bar, Mort informa tutti di avere un appuntamento e rivela che l'ha ottenuto grazie a Tinder, l'applicazione d'incontri. Quando Quagmire lo viene a sapere decide di provarlo e inizia a vedersi con un sacco di ragazze, ma questa applicazione lo porterà a esserne dipendente. Peter, Cleveland e Joe cercano di aiutarlo a ritrovare il senno e ci riescono dopo aver ingaggiato una prostituta, la quale finge di essere una ragazza da rimorchiare "nella realtà" al bar, salvo poi scoprire che era un'assassina ricercata. Nel frattempo, Stewie ha problemi alla schiena e viene portato in ospedale, si viene a scoprire che è affetto da scoliosi, deve perciò portare un busto di metallo. Inizialmente Stewie crede che i suoi compagni di scuola possano prenderlo in giro per la stravaganza, ma poi capisce che avere un handicap porta compassione generale, decide quindi di tenerlo anche dopo il periodo richiesto. Facendo così Stewie peggiora le cose danneggiando la sua spina dorsale.
- Ascolti USA: telespettatori 2.480.000 – rating/share 18-49 anni.[14]

## Un piedipiatti e mezzo... idiota
- Titolo originale: Cop and a Half-wit
- Diretto da: John Holmquist
- Scritto da: Ray James

### Trama
Durante una rapina Joe si rende conto che Peter è molto in gamba a risolvere i casi, perciò lo porta con sé al lavoro prendendosi tutti i meriti del lavoro svolto dall'amico. A quel punto, Peter se la prende con Joe per aver mentito sui casi, perciò Joe riconosce la bravura di Peter ottenendo il perdono dell'amico. Nel frattempo, Stewie si convince di essere poco virile poiché è stato scambiato per una bambina al supermercato. Per rimediare inizia ad allenarsi in una squadra di football per bambini, ma il suo fisico gracile lo porta a subire una commozione cerebrale.
- Ascolti USA: telespettatori 2.510.000 – rating/share 18-49 anni.[15]

## L'uomo dai grassi saturi
- Titolo originale: Saturated Fat Guy
- Diretto da: Steve Robertson
- Scritto da: Damien Fahey

### Trama
Vedendo un programma televisivo sulla nocività dei cibi grassi, Lois decide di far mangiare cibi sani alla famiglia, ma dopo poco tempo Peter si stufa e ritorna a mangiare cibi grassi. Per sfuggire quindi ai cibi sani cucinati da Lois, Peter mette su una vendita abusiva di cibi altamente grassi attraverso un furgoncino. Questo suo modo di fare lo porta ad ingrassare vistosamente, tant'è che rimane incastrato nel furgoncino. Peter capirà quindi di dover mangiare in modo più salutare. Nel frattempo, Meg entra in una squadra femminile di roller derby, uno sport molto duro. Nel vedere la crudeltà di questo sport, Chris cerca di convincere Meg a lasciare perdere, ma poi si rende conto di come la sorella è portata per tale disciplina.
- Ascolti USA: telespettatori 2.340.000 – rating/share 18-49 anni.[16]

## La giovinezza perduta di Peter
- Titolo originale: Peter's Lost Youth
- Diretto da: Julius Wu
- Scritto da: Danny Smith

### Trama
Durante una riffa alla chiesa del quartiere Peter vince un premio consistente in un viaggio a Boston per partecipare al Boston Red Sox fantasy baseball camp. Peter decide di portare con sé Lois, poiché lei è inesperta sul baseball e può benissimo prendersi tutte le attenzioni. Solo che Lois è molto più brava di Peter a giocare e lui viene messo da parte. Peter, a causa della sua invidia, durante una partita rompe una gamba a Lois, costringendola a stare fuori squadra e a causa del suo gesto anche Peter viene estromesso dalla squadra. Peter vede così sfumare un suo grande sogno, ma dopo aver fatto pace con Lois riuscirà a prendere parte alla partita. Nel frattempo, Meg viene incaricata di gestire la casa in assenza dei genitori. Inizialmente non riesce a tenere a bada Stewie, a causa del suo carattere docile, ma quando il bambino non obbedisce diventa severa e violenta. Stewie, spaventato dai modi di Meg, decide di scappare di casa. A quel punto Meg, Brian e Chris si mettono a cercarlo disperatamente, oltre tutto, Lois invita i ragazzi alla partita di Peter, perciò devono sbrigarsi a trovare Stewie, il quale è tornato a casa. Meg si scusa quindi con Stewie per essere stata violenta e i due fanno pace.
- Ascolti USA: telespettatori 2.170.000 – rating/share 18-49 anni.[17]

## Peter preside
- Titolo originale: The Peter Principal

### Trama
Quando Peter diventa temporaneamente il preside del liceo, Meg vede in lui come un'opportunità per vendicarsi dei suoi bulli. Nel frattempo, Brian e Stewie aprono un Bed & Breakfast e hanno a che fare con molte prostitute.

## Il caro respinto
- Titolo originale: Dearly Deported

### Trama
Quando la fidanzata messicana di Chris, Isabella, viene costretta a tornare nel suo paese, lui si fa avanti per prendersi cura dei suoi figli gemelli. Alla fine arruola i suoi genitori e Quagmire per andare in Messico e riportarla negli Stati Uniti.

## Una casa piena di Peter
- Titolo originale: A House Full Of Peters

### Trama
Dopo che Lois scopre che Peter era un donatore di sperma in gioventù, il passato gli torna in mente quando molti dei suoi figli vengono inaspettatamente a casa sua e uno dei quali vuole usurpare il posto di marito di Lois.